# Giulio Giorello
Giulio Giorello, né à Milan, le 14 mai 1945 et mort à Milan, le 15 juin 2020, est un philosophe, mathématicien, historien de la science et épistémologue italien.

## Biographie
Giulio Giorello est diplômé dans deux domaines: en philosophie auprès de l'université de Milan (1968, sous la férule de Ludovico Geymonat), et en mathématiques auprès de l'université de Pavie (1971). Il enseigne ensuite la mécanique rationnelle à l'université de Pavie, puis à la faculté de physique et de mathématiques de l'université de Catane, à l'université de l'Insubrie et à l'école polytechnique de Milan.
Giorello tient de 1978 à 2015 la chaire (qui avait été celle de Ludovico Geymonat) de philosophie de la science de l'université de Milan; en outre, il est président de la SILFS (Société italienne de logique et de philosophie de la science) de 2004 à 2008. En mars 2012, il participe en tant que conférencier au congrès national du Grand Orient d'Italie à Rimini,.
Il a dirigé la collection Scienza e idee chez Raffaello Cortina Editore et a écrit dans les pages culturelles du quotidien milanais, le Corriere della Sera.
Il remporte la IVe édition du prix national Frascati de philosophie en 2012. Il a été actif dans des revues culturelles avec l'écrivain Luca Gallesi.
Il meurt à Milan, le 15 juin 2020, probablement de complications dues au COVID-19,. Trois jours avant sa mort, il avait épousé sa compagne Roberta Pelachin. Il est incinéré au cimetière de Lambrate à Milan, puis ses cendres sont dispersées au jardin du souvenir de ce cimetière,.

## Pensée
Ses premières recherches concernent la philosophie et l'histoire des mathématiques et débouchent sur la publication d'un livre controversé intitulé Lo spettro e il libertino. Teologia, matematica, libero pensiero (1985). Ensuite, Giorello partage ses études entre la philosophie de la science, en particuier sur la physique et les mathématiques, et l'analyse de différents modèles de coexistence politique. Il s'intéresse au changement scientifique et aux relations entre la science, l'éthique et la politique.
En politique, il se classe dans les démocrates libéraux. En 1981, il édite avec Marco Mondadori en italien l'essai de John Stuart Mill Sulla libertà (De la liberté). Giulio Giorello était athée et il écrivit à ce sujet Senza Dio. Del buon uso dell'ateismo (2010) et Di nessuna chiesa. La libertà del laico (2010).

## Hommages
Le 2 novembre 2020, la commune de Milan inscrit son nom sur le Famedio, à l'intérieur du cimetière monumental,.

## Œuvres

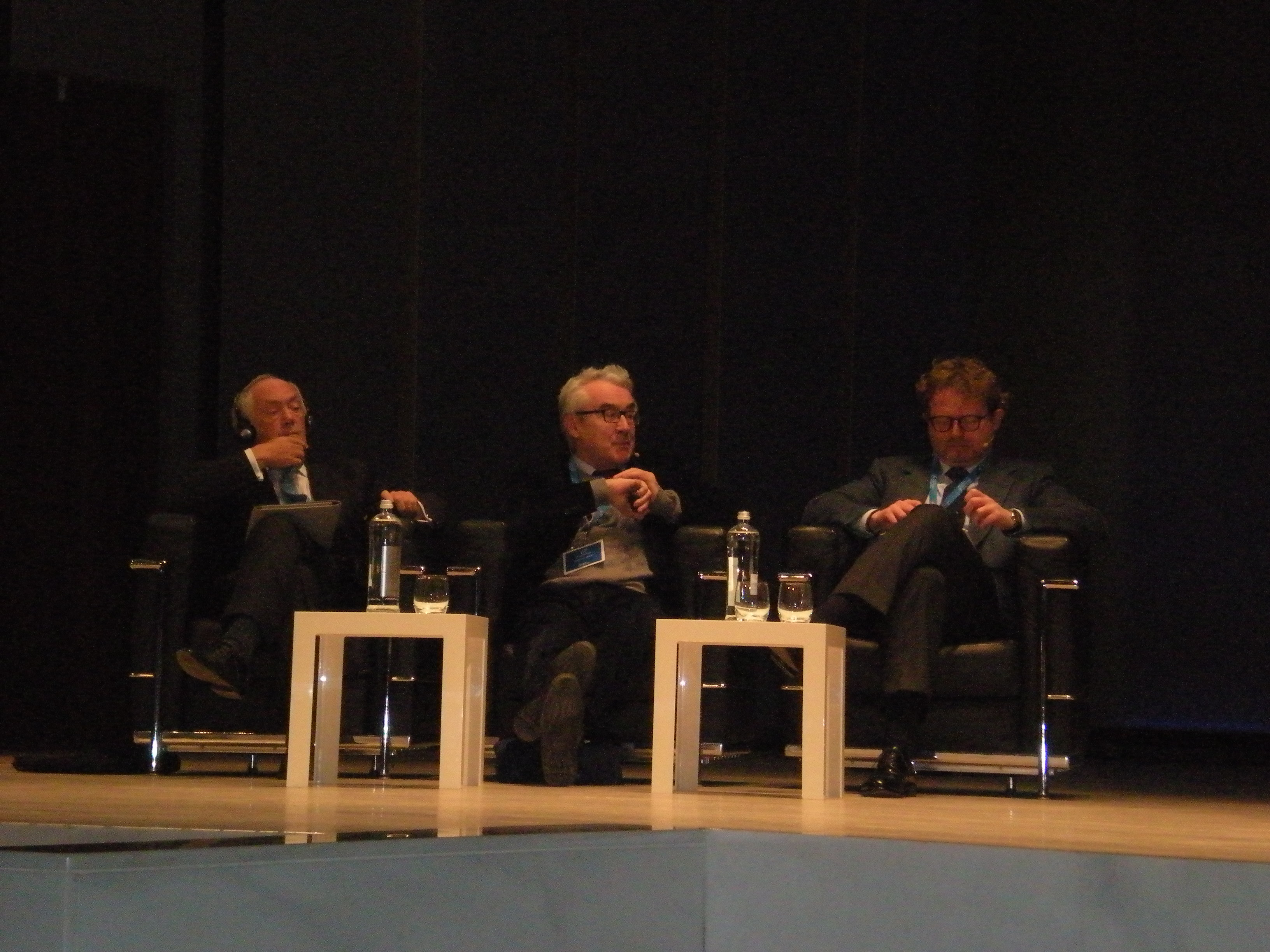
Giulio Giorello entre le prof. Peter Atkins (premier à gauche) et Giuseppe Testa, directeur du Laboratorio di Epigenetica delle cellule staminali, à la conférence mondiale Science for Peace - Aula Magna de l'université Bocconi de Milan, le 16 novembre 2013.

- Saggi di storia della matematica, Milano, FER, 1974.
- Il pensiero matematico e l'infinito, Milano, UNICOPLI, 1982,  (ISBN 88-7061-160-4).
- Lo spettro e il libertino. Teologia, matematica, libero pensiero, Milano, A. Mondadori, 1985,  (ISBN 978-88-042-2467-9).
- G. Giorello-Ludovico Geymonat, Le ragioni della scienza, con la partecipazione e un'appendice di Fabio Minazzi, Roma-Bari, Laterza, 1986,  (ISBN 88-420-2767-7).
- Filosofia della scienza, Milano, Jaca Book, 1992,  (ISBN 88-16-43034-6).
- Isabella Colonnello, Le stanze della ricerca, Testi di G. Giorello e Claudio Ferrara, Milano, Mazzotta, 1992 e 2007,  (ISBN 88-202-1057-6).
- G. Giorello-Tullio Regge-Salvatore Veca, Europa universitas. Tre saggi sull'impresa scientifica europea, Collana Idee, Milano, Feltrinelli, 1993,  (ISBN 88-07-09038-4).
- Introduzione alla filosofia della scienza, Collana Strumenti, Milano, Bompiani, 1994,  (ISBN 88-452-2128-8).
- G. Giorello-Pietro Adamo, Quale Dio per la sinistra? Note su democrazia e violenza, Milano, UNICOPLI, 1994,  (ISBN 88-400-0342-8).
- G. Giorello-Donald Gillies, La filosofia della scienza nel XX secolo, Roma-Bari, Laterza, 1995,  (ISBN 88-420-4492-X).
- Lo specchio del reame. Riflessioni su potere e comunicazione, con Roberto Esposito, Carlo Sini e Danilo Zolo, Ravenna, Longo, 1997,  (ISBN 88-8063-113-6).
- G. Giorello-Mario Ricciardi, Secessioni, Collana Due punti, Il Saggiatore, Milano, 1998,  (ISBN 978-88-428-0609-7)
- G. Giorello-Michele Di Francesco, Epistemologia applicata. Percorsi filosofici, a cura di, Milano, CUEM, 1999,  (ISBN 88-6001-645-2).
- Kos. Rivista di medicina, cultura e scienze umane, Vol. 4: Dio, Patria e Famiglia (con Massimo Cacciari e Carlo Maria Martini), Milano, Editrice San Raffaele, 2000
- I volti del tempo, a cura di e con Elio Sindoni e Corrado Sinigaglia, Milano, Bompiani, 2001,  (ISBN 88-452-4973-5).
- Prometeo, Ulisse, Gilgameš. Figure del mito, Milano, Raffaello Cortina Editore, 2004,  (ISBN 88-7078-878-4).
- Di nessuna chiesa. La libertà del laico, Milano, Raffaello Cortina, 2005,  (ISBN 88-7078-975-6).
- Bruno Forte-G. Giorello, Dove fede e ragione si incontrano?, Cinisello Balsamo, San Paolo, 2006,  (ISBN 88-215-5720-0).
- G. Giorello-Umberto Veronesi, La libertà della vita, Milano, Raffaello Cortina, 2006,  (ISBN 88-6030-071-1).
- Il decalogo. I dieci comandamenti commentati dai filosofi, II, Non nominare il nome di Dio invano, con Gabriele Mandel, con CD, Milano, Albo Versorio, 2007,  (ISBN 978-88-89130-26-1).

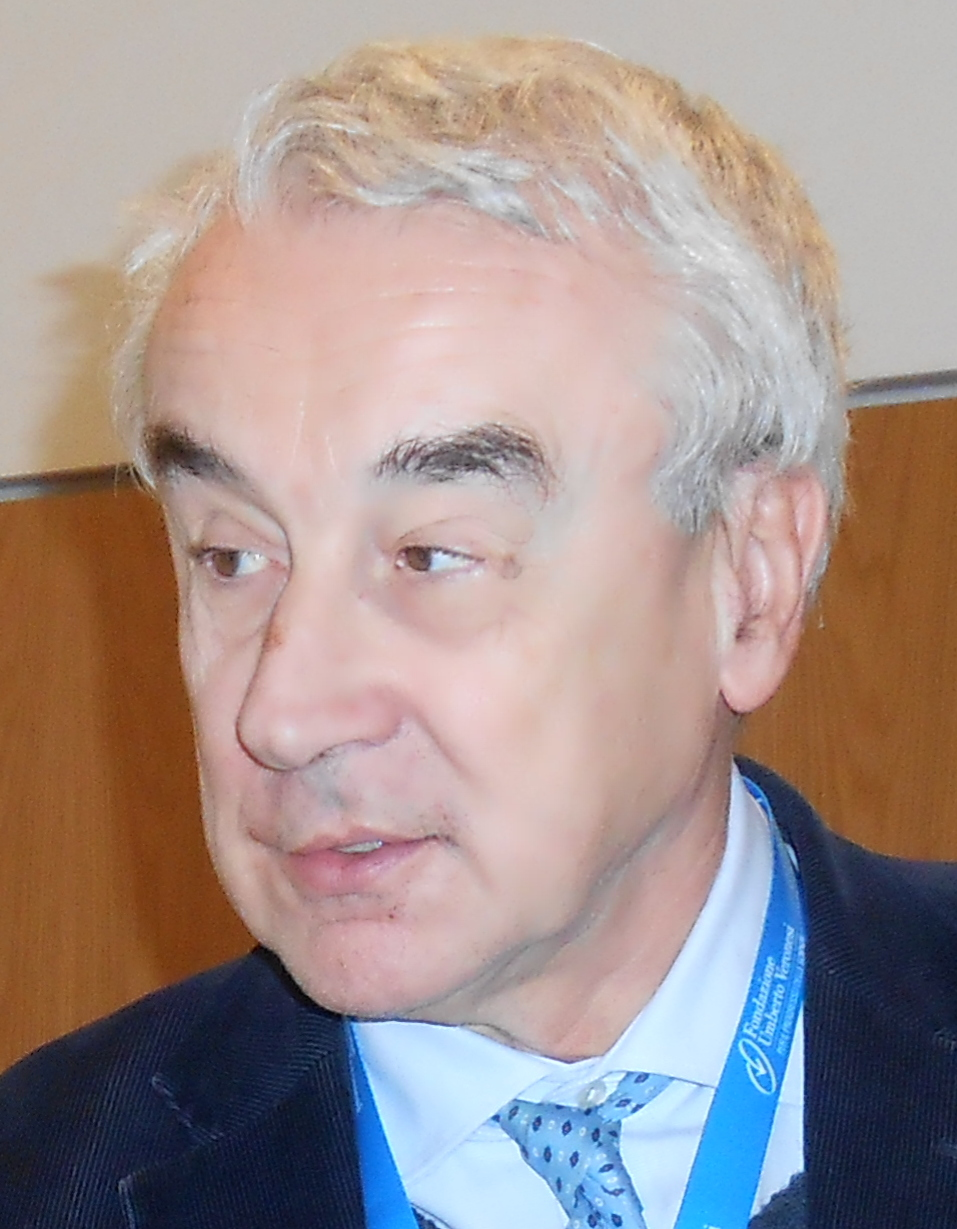
Giulio Giorello au congrès international "Science for Peace", à Milan, le 14 novembre 2014.

- Roberto Rampi-Giuseppe Vacca-G. Giorello, Nino: Appunti su Antonio Gramsci, Infoarte, 2007,  (ISBN 978-88-902-6301-9).
- Pier Luigi Gaspa-G. Giorello, La scienza tra le nuvole. Da Pippo Newton a Mr Fantastic, Milano, Raffaello Cortina, 2007,  (ISBN 978-88-6030-125-3).
- Libertà contro democrazia, Collana Saggi, Mondadori, Milano, 2007,  (ISBN 978-88-045-3942-1)
- G. Giorello-Dario Antiseri, Libertà. Un manifesto per credenti e non credenti, Milano, Bompiani, 2008,  (ISBN 978-88-452-6176-3).
- G. Giorello-Francesco D'Agostino, Il peso politico della Chiesa, Cinisello Balsamo, San Paolo, 2008,  (ISBN 978-88-215-6200-6).
- Viaggio intorno all'Evoluzione, con E. Sciarra, F. Eugeni, C. Venturelli, a cura di R. Mascella, Zikkurat Edizioni&Lab, 2008,  (ISBN 978-88-903-7873-7).
- Harsanyi visto da Giulio Giorello e Simona Morini (con Simona Morini), Milano, Luiss University press, 2008.
- Viandante del relativismo, Dialoghi con Marco Alloni, ADV, 2009,  (ISBN 978-88-792-2056-9)
- Albert Einstein, il Socrate della Fisica, Collana Alle 8 di sera, Sellerio, Palermo, 2009,  (ISBN 978-88-389-2450-7)
- G. Giorello-Edoardo Boncinelli, Lo scimmione intelligente. Dio, natura e libertà, Milano, Rizzoli, 2009.
- Introduzione a Apostolos Doxiadis e Christos H. Papadimitriou, Logicomix, Milano, Guanda, 2010,  (ISBN 978-88-6088-168-7).
- Lussuria. La passione della conoscenza, Collana Intersezioni, Bologna, Il Mulino, 2010,  (ISBN 978-88-151-3329-8).
- Senza Dio. Del buon uso dell'ateismo, Milano, Longanesi, 2010.
- G. Giorello-Carlo Maria Martini, Ricerca e Carità. Due voci a confronto su scienza e solidarietà, a cura di D. Modena, Editrice San Raffaele, Milano, 2010,  (ISBN 978-88-966-0320-8) - Milano, Longanesi, 2015,  (ISBN 978-88-304-4240-5).
- Se ti spiegassi la scienza?, Dialoghi con Marco Alloni, Aliberti, Reggio Emilia, 2011,  (ISBN 978-88-742-4762-2)
- Il tradimento. In politica, in amore e non solo, Milano, Longanesi, 2012.  (ISBN 978-88-304-3164-5)., Premio Nazionale Rhegium Julii Saggistica[13].
- Lutero e Calvino: coscienza e istituzione, Book Time, 2012,  (ISBN 978-88-621-8199-0)
- G. Giorello-Ilaria Cozzaglio, La filosofia di Topolino, Milano, Guanda, 2013,  (ISBN 978-88-235-0244-4).
- La lezione di Martini. Quello che da ateo ho imparato da un cardinale, Piemme, 2013,  (ISBN 978-88-566-3255-2)
- G. Giorello-Paolo Vineis, Scienza, religione, e modernità. Caligara Lectures 2013, Giappichelli, 2014,  (ISBN 978-88-348-4709-1)
- G. Giorello-Edoardo Boncinelli, Noi che abbiamo l'animo libero. Quando Amleto incontra Cleopatra, Collana Le spade, Milano, Longanesi, 2014,  (ISBN 978-88-304-3832-3).
- G. Giorello-Pietro Adamo, Diritti a sinistra, Collana Schegge, Indiana, 2014,  (ISBN 978-88-974-0414-9)
- Il fantasma e il desiderio, Collana Saggi, Mondadori, Milano, 2015,  (ISBN 978-88-046-5834-4)
- Libertà, Collana I sampietrini, Bollati Boringhieri, Torino, 2015,  (ISBN 978-88-339-2353-6)
- L'incanto e il disinganno: Leopardi. Poeta, filosofo, scienziato, Biblioteca della Fenice, Milano, Guanda, 2016,  (ISBN 978-88-235-1406-5)
- Piero Coda-G. Giorello, Dio? Dove e quando, Collana Saggi, Imprimatur, 2016,  (ISBN 978-88-683-0377-8)
- G. Giorello-Vincenzo Barone, La matematica della natura. Raccontare la matematica, Collana Intersezioni, Il Mulino, Bologna, 2016,  (ISBN 978-88-152-5416-0)
- G. Giorello-Elio Sindoni, Un mondo di mondi. Alla ricerca della vita intelligente nell'universo, Collana Scienza e Idee, Raffaello Cortina, Milano, 2016,  (ISBN 978-88-603-0842-9)
- L'etica del ribelle. Intervista su scienza e rivoluzione, a cura di Pino Donghi, Collana Saggi Tascabili, Laterza, Roma-Bari, 2017, 978-88-581-1969-3
- La libertà e i suoi vincoli, Castelvecchi, Roma, 2017,  (ISBN 978-88-694-4639-9)
- Remo Bodei-G. Giorello-Michela Marzano-Salvatore Veca, Le virtù cardinali. Prudenza, temperanza, fortezza, giustizia, Collana I Robinson.Letture, Laterza, Roma-Bari, 2017,  (ISBN 978-88-581-2763-6)
- G. Giorello-Pier Luigi Gaspa, Giardini del fantastico. Le meraviglie della botanica dal mito alla scienza in letteratura, cinema e fumetto, ETS, 2017,  (ISBN 978-88-467-4923-9)
- Libertà di pensiero. Giordano Bruno, John Stuart Mill e Paul K. Feyerabend, Collana Volti, Mimesis, Milano, 2017,  (ISBN 978-88-575-5158-6)
- G. Giorello-Giuseppe Sabella, Società aperta e lavoro. La rappresentanza tra ecocrisi e intelligenza artificiale, Cantagalli, 2019,  (ISBN 978-88-687-9733-1)
- G. Giorello-Pino Donghi, Errore, Collana Parole Controtempo, Il Mulino, Bologna, 2019,  (ISBN 978-88-152-8520-1)
- La danza della parola. L'ironia come arma civile per combattere schemi e dogmatismi, Collana Orizzonti, Mondadori, Milano, 2019,  (ISBN 978-88-047-2038-6)
- Apocalisse letto da G. Giorello. I libri della Bibbia, Piemme, 2020,  (ISBN 978-88-566-7705-8)
- La filosofia di Tex e altri saggi. Dal fumetto alla scienza, Prefazione di Roberto Festi, Postfazione di Gianfranco Manfredi, Collana Il caffè dei filosofi, Mimesis, Milano, 2020,  (ISBN 978-88-575-6639-9)
- G. Giorello-Vittorio Sgarbi, Il bene e il male. Dio, Arte, Scienza, La nave di Teseo, Milano, 2020
- Le avventure della libertà, a cura di Antonio Carioti, RCS MediaGroup-Corriere della Sera, Milano, 2021
- La filosofia di Dylan Dog e altri incubi, Mimesis Edizioni, Milano, 2023,  (ISBN 9788857595719)